# Stilianos Mavromichalis
Stilianos Mavromichalis (en griego: Στυλιανός Μαυρομιχάλης) fue un político griego. Nació en 1902 en el seno de la familia Mavromichalis que combatió durante la Guerra de independencia de Grecia en 1821. Fue presidente de la Corte de Casación de Grecia y brevemente primer ministro en 1963. Murió el 30 de octubre de 1981.
- Datos: Q181606